# Edmund Kossowski
Edmund Kossowski (ur. 25 października 1920 w Osieku Wielkopolskim, zm. 13 czerwca 2002 w Warszawie) – polski śpiewak operowy (bas), pedagog.

## Życiorys
Syn Walentego. Przez kilka lat, w tym podczas nauki w Państwowym Gimnazjum w Wolsztynie, uczył się gry na skrzypcach. Szkołę ukończył w 1939. Od 1941 rozpoczął w Krakowie naukę śpiewu. Jego nauczycielem do 1948 był Bronisław Romaniszyn. W 1948 ukończył też (uzyskał absolutorium) studia w krakowskiej Akademii Górniczo-Hutniczej.
Debiut sceniczny Edmunda Kossowskiego miał miejsce w 1945 roku na deskach krakowskiego Teatru Muzycznego (wykonywał partię Dziemby w Halce). Nawiązał też współpracę z Operą Wrocławską, a właściwie kierującym nią Stanisławem Drabikiem, który w latach 1945–1946 powierzał mu role w Halce i Verbum nobile Stanisława Moniuszki oraz w operze Rigoletto Verdiego. Później, przez lata 1946–1948, współpracował z Walerianem Bierdiajewem, który kierował wówczas Krakowskim Towarzystwem Operowym. Następnym miejscem pracy Kossowskiego była Opera Poznańska, której był solistą do 1954.
Po zdobyciu III nagrody na 1. Międzynarodowym Konkursie Wokalnym w Tuluzie (1954), był zapraszany i śpiewał na wielu scenach Francji. Po powrocie do Polski został solistą Teatru Wielkiego w Warszawie, gdzie śpiewał od 1954 do 1965. W tym czasie występował też w Bazylei, gdyż dyrekcja tamtejszego Teatru Operowego podpisała z nim umowę na stałe występy w latach 1958–1961. Jego śpiew uświetniał też uroczystości związane z 500. rocznicą założenia Uniwersytetu w Bazylei. Kossowski śpiewał tytułową rolę w wystawionej z tej okazji operze Borys Godunow. 
W czasie swojej kariery występował na ważniejszych scenach niemal całej Europy. Śpiewał podczas spektakli operowych (opanował ponad 60 różnych partii wokalnych), ale również na różnego rodzaju koncertach i festiwalach, na których wykonywał także utwory kompozytorów współczesnych (oprócz arii operowych jego repertuar obejmował też ok. 50 partii oratoryjnych i wiele pieśni). 
Przez długi okres (od 1972 do 1997) nauczał młodych śpiewaków w warszawskiej Akademii Muzycznej. W 1975 objął tam kierownictwo katedry wokalistyki, a w 1981 otrzymał tytuł profesorski.
Był mężem Marii Janiny z domu Tesarz (1924–2016), z którą miał syna Janusza (1945–2003).
Zmarł w Warszawie, pochowany na cmentarzu komunalnym Północnym (kwatera S-II-3-8-16).

## Ordery i odznaczenia
- Krzyż Komandorski Orderu Odrodzenia Polski (4 maja 1995)[1]
- Krzyż Oficerski Orderu Odrodzenia Polski (31 stycznia 1953)[2]
- Medal 10-lecia Polski Ludowej (19 stycznia 1955)[6]

## Nagrody
- III nagroda na 1. Międzynarodowym Konkursie Wokalnym w Tuluzie (1954)[3]
- Wyróżnienie Podkomitetu Literatury i Sztuki Nagrody Państwowej za wybitne osiągnięcia w dziedzinie wokalistyki (1955)[7]
- Nagroda Ministra Kultury i Sztuki (1975, 1985)

## Dyskografia (wybór)
- LP 10" Arie z oper Edmund Kossowski [PN Muza L 0043]
- LP 10" Schubert - Pieśni z cyklu Podróż zimowa Edmund Kossowski [PN L 0107]
- śpiew (ścieżka dźwiękowa telewizyjnego filmu z muzyką Franciszka Schuberta  Ballada młyńskiego koła z 1971